# 王建民 (二胡作曲家)
王建民（1956年—），江苏无锡人，中國二胡作曲家，作品經常由二胡演奏家鄧建棟來首演。

## 作品
著名作品包括：
1. 《第一二胡狂想曲》
2. 《第二二胡狂想曲》
3. 《第三二胡狂想曲》
4. 《第四二胡狂想曲》
5. 《天山風情》
6. 《幻想叙事曲》
7. 《第二二胡協奏曲 - 太湖風情》
8. 《第五二胡狂想曲 - 贊歌》
9. 《第六二胡狂想曲》

## 风格
他的作品多是以現代技法寫成，有很多不和音程，風格上富少數民族地方音樂特色。技巧、風格是很創新的，所以獲很多二胡演奏家的注意。